# 巴地頭頓省
巴地頭頓省（越南语：／）是原越南東南部的一个省，省莅巴地市。面积1980.8平方公里，2021年总人口為141萬人。

## 地理
巴地头顿省西接胡志明市，东接平順省和南中国海，北接同奈省，南临南中国海。

## 歷史

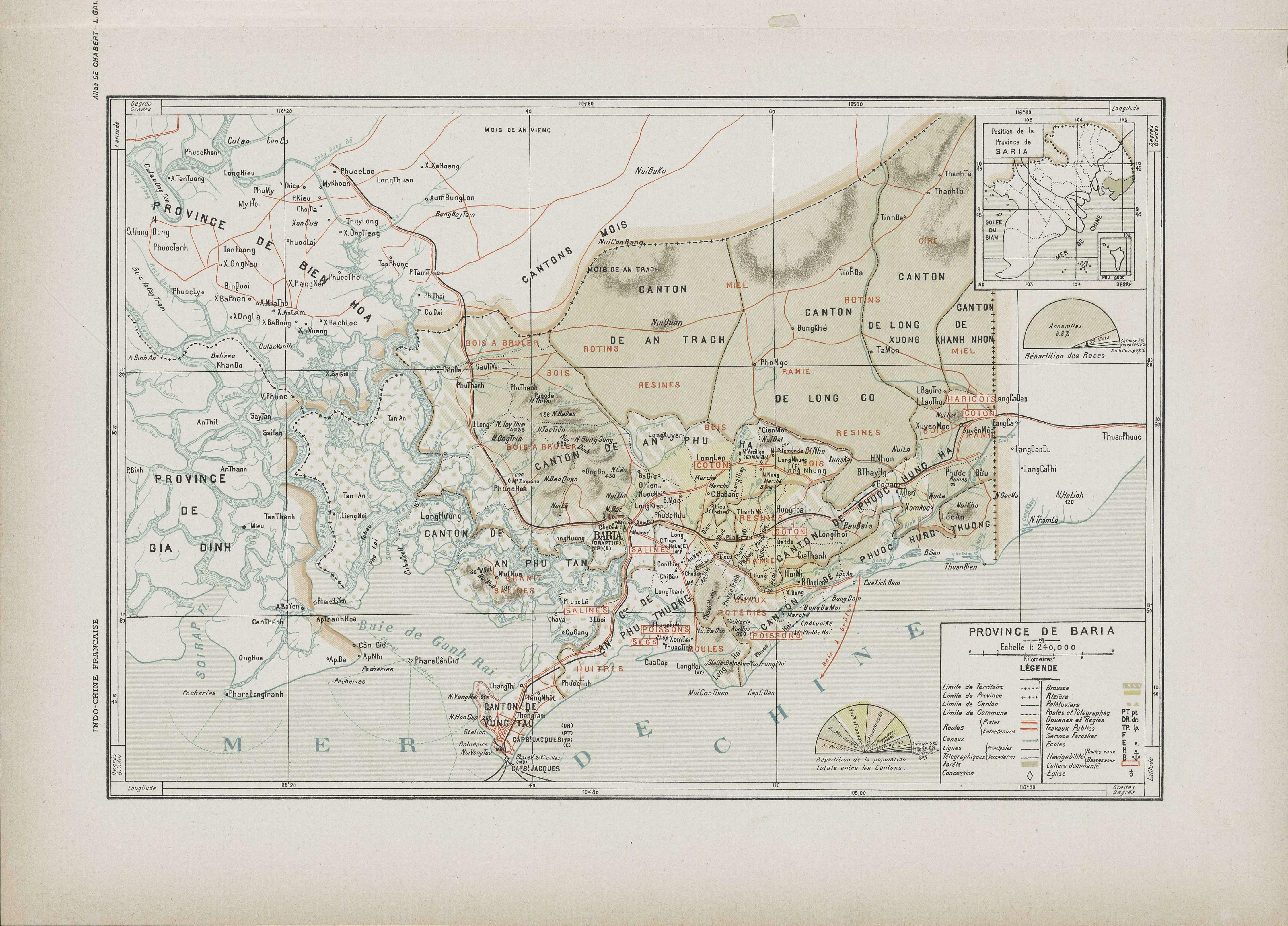
法属印度支那时期的巴地省地图

越南共和国时期，巴地头顿省主要属于福绥省，后期头顿市成为直辖市。崑岛前期属于崑山省，后期撤销崑山省，由越南共和国内务部直辖。
1975年5月，崑岛短暂设立崑岛省。
1976年2月，巴地头顿省区域主要划归同奈省管辖。
1976年9月18日，崑岛县划归胡志明市管辖。
1977年1月15日，胡志明市崑岛县划归后江省管辖。
1979年5月30日，越南政府为了提振经济，以同奈省头顿市社、週城縣1社和后江省崑岛县设立头顿-崑岛特区。
1979年12月10日，越南政府规定特区分为特区和郡两级，头顿市社划分为2-3郡，崑岛县改制为崑岛郡。但头顿市社最终并未划分为郡，而由特区直接管辖各社坊。
1991年8月12日，以同奈省週城縣、隆坦县、川木县3县和头顿-崑岛特区合并为巴地头顿省，下辖头顿市、週城縣、川木县、隆坦县和崑岛县1市4县，省莅头顿市。
1994年6月2日，週城縣分设为巴地市社、新城县和週德縣。
1999年9月16日，头顿市被评定为二级城市。
2003年12月9日，隆坦县分设为隆田县和坦赭县。
2005年6月27日，新城县部分区域划归巴地市社管辖。
2007年4月16日，巴地市社被评定为三级城市。
2012年5月2日，省莅从头顿市迁往巴地市社。
2012年8月22日，巴地市社改制為巴地市。
2013年4月23日，头顿市被评定为一级城市。
2014年11月27日，巴地市被评定为二级城市。
2018年4月12日，新城县改制为富美市社。
2024年10月24日，越南国会常务委员会通过决议，自2025年1月1日起，隆田县和坦赭县合并为隆坦县。
2025年1月15日，越南国会常务委员会通过决议，自2025年3月1日起，富美市社改制为富美市。
2025年7月1日併入胡志明市走入歷史。

## 行政区划
巴地頭頓省下轄3市4縣，省莅巴地市。
- 巴地市（Thành phố Bà Rịa）
- 富美市（Thành phố Phú Mỹ）
- 頭頓市（Thành phố Vũng Tàu）
- 週德縣（Huyện Châu Đức）
- 崑島縣（Huyện Côn Đảo）
- 隆坦縣（Huyện Long Đất）
- 川木縣（Huyện Xuyên Mộc）

## 經濟
巴地头顿省旅遊相當盛行，海灘、殖民時期的建築及海邊教堂上的耶穌雕像等都是觀光勝地。未來計劃將在該省闢建西貢港的外港，以增加容量。

## 外部連結
- 巴地头顿省电子信息门户网站 （页面存档备份，存于）（越南文）